# Carex mediterranea
Carex mediterranea är en halvgräsart som beskrevs av Charles Baron Clarke och George Edward Post. Carex mediterranea ingår i släktet starrar, och familjen halvgräs.
Artens utbredningsområde är Syrien. Inga underarter finns listade i Catalogue of Life.